# リック・ジャッファ&アマンダ・シルヴァー
リック・ジャッファ（Rick Jaffa）とアマンダ・シルヴァー（Amanda Silver）は、アメリカ合衆国の脚本家・映画プロデューサーの夫婦である。

## 人物
彼らは2011年のSF映画『猿の惑星: 創世記』の脚本・製作で知られている。『猿の惑星』シリーズのリブートである同作は成功し、2人はサターン脚本賞にノミネートされた。2014年には引き続いて脚本を務めた『猿の惑星: 新世紀』が公開され、さらにジュラシック・パークの第4作『ジュラシック・ワールド』も執筆する。
シルヴァーは俳優のマイケル・B・シルヴァーと兄弟で、さらにアカデミー賞受賞経験のある脚本家・プロデューサーのシドニー・バックマンの孫でもある。
2013年、ジェームズ・キャメロンと共同で『Avatar 3』を執筆することが発表された。

## フィルモグラフィ

### 映画
| 年   | 日本語題 原題                                         | 備考                                                |
| ---- | ----------------------------------------------------- | --------------------------------------------------- |
| 1992 | ゆりかごを揺らす手 The Hand That Rocks the Cradle     | 脚本（シルヴァーのみ） 製作総指揮（ジャッファのみ） |
| 1996 | レイジング・ブレット 復讐の銃弾 Eye for an Eye        | 脚色                                                |
| 1997 | レリック The Relic                                    | 脚色（共同）                                        |
| 2010 | Love Shack                                            | ビデオ映画 製作                                     |
| 2011 | 猿の惑星: 創世記 Rise of the Planet of the Apes       | 脚本・製作                                          |
| 2014 | 猿の惑星: 新世紀 Dawn of the Planet of the Apes       | 脚本（共同）・製作                                  |
| 2015 | ジュラシック・ワールド Jurassic World                 | ストーリー・脚本（共同）                            |
| 2015 | 白鯨との闘い Heart of the Sea                         | 脚色ストーリー（共同）                              |
| 2017 | 猿の惑星: 聖戦記 War for the Planet of the Apes       | 製作                                                |
| 2024 | 猿の惑星/キングダム Kingdom of the Planet of the Apes | 脚本（共同）・製作 ポストプロダクション             |
| 2025 | Avatar: Fire and Ash                                  | 脚本 ポストプロダクション                           |

### テレビシリーズ
| 年   | 日本語題 原題 | 備考                                                          |
| ---- | ------------- | ------------------------------------------------------------- |
| 1993 | Fallen Angels | 脚本: 第1シーズン第5話「Murder, Obliquely」（シルヴァーのみ） |